# Abessinglasögonfågel
Abessinglasögonfågel (Zosterops abyssinicus) är en fågel i familjen glasögonfåglar inom ordningen tättingar.

## Utseende
Abessinglasögonfågeln är en tio till tolv centimeter lång fågel. Ovansidan är grön, mörkare och gråare i nordligare populationer. Runt ögat syns en tunn vit ring och mellan öga och näbb ett tunt svart streck. Undersidan varierar från blekgul till gråvit. Den liknande kenyaglasögonfågeln (Z. flavilateralis), tidigare behandlad som underart till abessinglasögonfågel, har helsvart och något kortare näbb, gul istället för grå eller gråvit buk, grönare ovansida, något mindre storlek och avvikande läten.

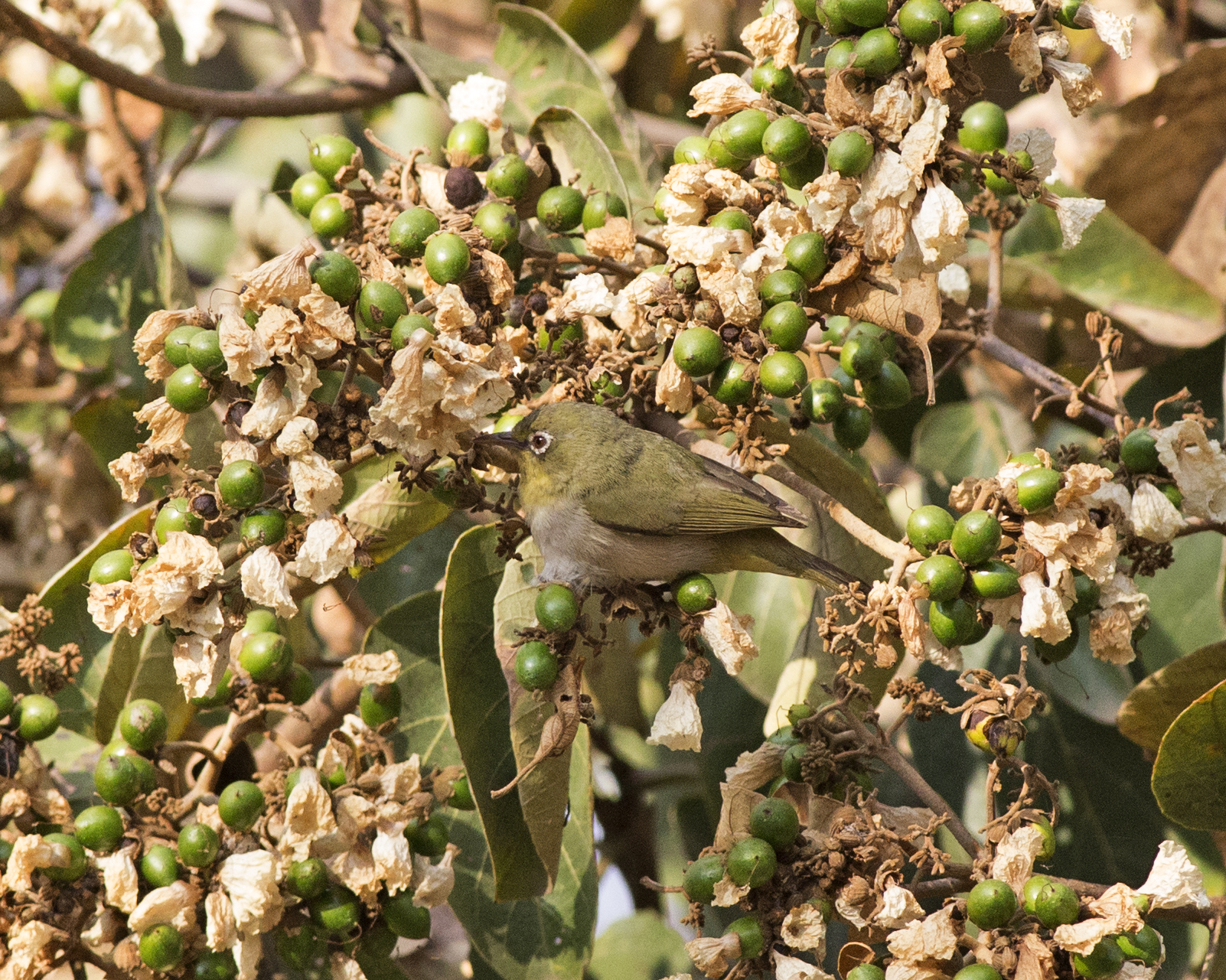

## Utbredning och systematik
Abessinglasögonfågel delas numera in i tre underarter med följande utbredning:
- Zosterops abyssinicus arabs – södra Arabiska halvön i sydvästra Saudiarabien, Jemen och södra Oman
- Zosterops abyssinicus abyssinicus – nordöstra Sudan, Eritrea samt norra och centrala Etopien
- Zosterops abyssinicus omoensis – västra Etiopien

Vilket taxon populationer av glasögonfåglar som bebor mangroveträsk utmed södra Rödahavskusten i Saudiarabien och Jemen, helt skilda från bergslevande populationer, är ännu oklart.
Traditionellt behandlas kenyaglasögonfågel (Zosterops flavilateralis) och sokotraglasögonfågel (Zosterops socotranus) som en del av abessinglasögonfågeln, men DNA-studier visar att inte är närmast släkt och urskiljs därför allt oftare som egna arter.

## Levnadssätt
Abessinglasögonfågeln återfinns i öppet skogslandskap, buskmark, wadis och trädgårdar, i Afrika, upp till 1800 meters höjd men på Arabiska halvön 3100 meters höjd. Fågeln födosöker vanligen bland grenar uppe i träd, men söker sig ibland ner till marken. Den livnär sig av insekter och nektar från blommor. Båda könen bygger boet.

## Status
Internationella naturvårdsunionen IUCN kategoriserar arten som livskraftig med okänd populationsutveckling, men inkluderar sokotraglasögonfågeln i bedömningen. Arten är vanlig i merparten av utbredningsområdet.